# Kurier

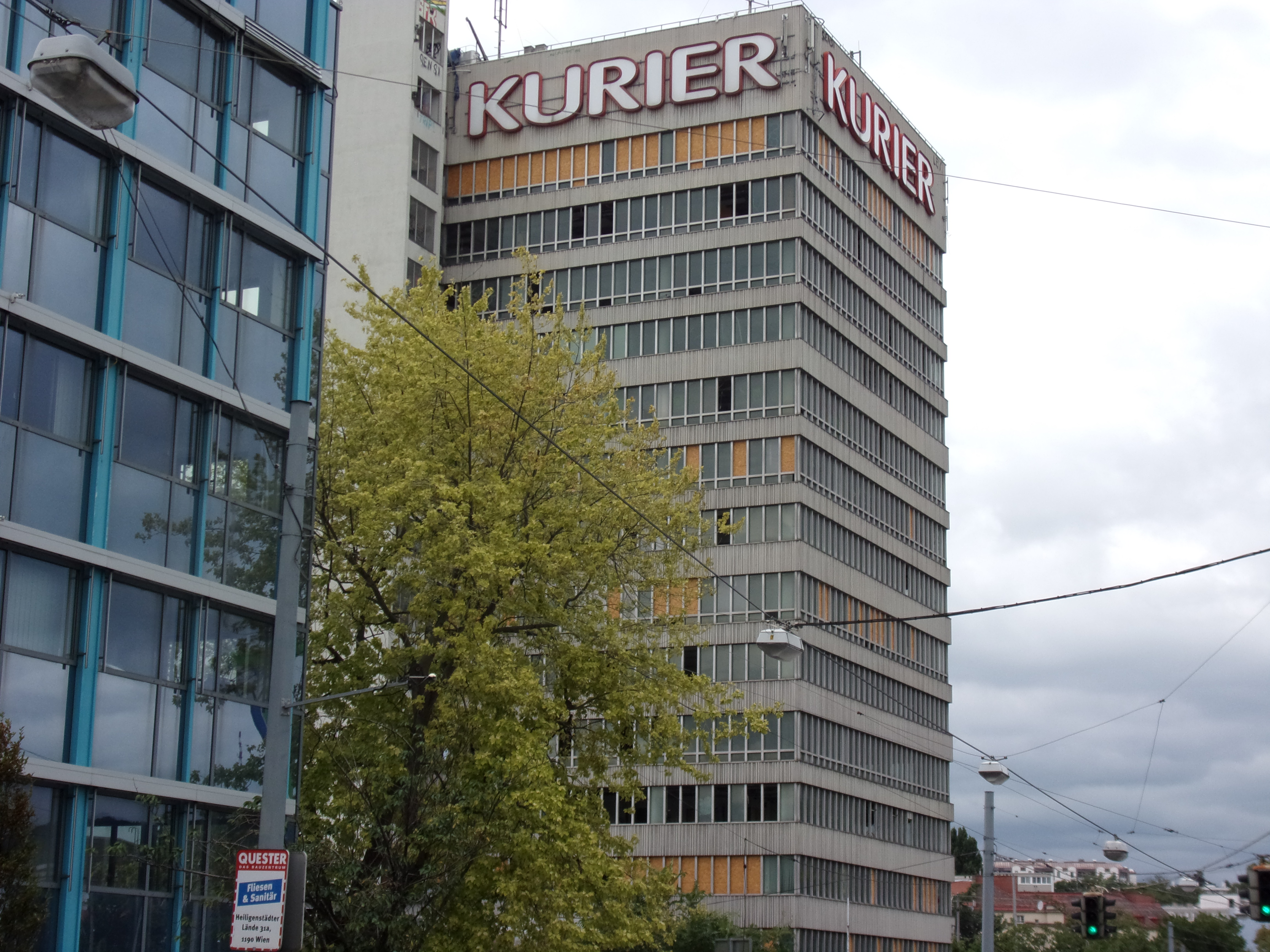
The Kurier Building in Vienna (2019).

Kurier è un quotidiano austriaco di orientamento conservatore.
Il quotidiano è stato fondato a Vienna nel 1945 dalle forze di occupazione americane, con l'obiettivo di contrastare, nel clima teso del primissimo dopoguerra, le spinte propagandistiche che provenivano dall'Unione Sovietica.
Nel 1956 il quotidiano è stato privatizzato e la proprietà è passata a dei privati locali. Nel 1988 il 45% delle azioni della proprietà del quotidiano, e di conseguenza il suo controllo, sono stati acquisiti dalla casa editrice tedesca WAZ-Mediagroup. Di orientamento moderato e conservatore, le posizioni del quotidiano sono vicine a quelle del Partito Popolare Austriaco. È il terzo quotidiano più venduto in Austria.